# Óscar Larios
Óscar Larios (* 1. November 1976 in Zapopan, Jalisco, Mexiko) ist ein ehemaliger mexikanischer Profiboxer. Von November 2002 bis Dezember 2005 war er WBC-Weltmeister im Superbantamgewicht und von August 2008 bis März 2009 WBC-Weltmeister im Federgewicht.

## Boxkarriere
Larios bestritt seinen ersten Profikampf im Januar 1994 und erreichte bis zu seiner ersten WM-Chance 2001 eine Bilanz von 39 Siegen, 2 Niederlagen und einem Unentschieden. Seine beiden Niederlagen erlitt er gegen Israel Vázquez und Agapito Sánchez, einen seiner Siege erzielte er gegen César Soto.
Am 19. Januar 2001 verlor er beim Kampf um den WBC-Titel im Superbantamgewicht nach Punkten gegen Willie Jorrin, gewann jedoch den Rückkampf am 1. November 2002 durch TKO in der ersten Runde. Im Mai 2002 hatte er zudem einen Rückkampf gegen Israel Vázquez durch TKO gewonnen.
Larios glückten anschließend sieben Titelverteidigungen, darunter zweimal gegen Wayne McCullough. Seinen Titel verlor er am 3. Dezember 2005 durch eine TKO-Niederlage an Israel Vázquez. In seinem nächsten Kampf im Juli 2006 verlor er nach Punkten gegen Manny Pacquiao.
Im Juli 2007 verlor er beim Kampf um den vakanten WBC-Titel im Federgewicht durch TKO gegen Jorge Linares. Im August 2008 wurde er zum neuen regulären WBC-Weltmeister im Federgewicht ernannt, nachdem er zwei Kämpfe um den Interimstitel gewonnen hatte. Den Titel verteidigte er im Oktober 2008 gegen Takahiro Aō, unterlag jedoch im Rückkampf am 12. März 2009. Dies war sein zugleich letzter Boxkampf.

## Weiteres
Nach seiner aktiven Karriere wurde er Boxtrainer im Julian Magdaleno Gym in Guadalajara. Seine Tochter ist die Profiboxerin Yareli Larios.